# سمنة صردية
سُمْنة صردية (الاسم العلمي: Colluricincla)، هي إحدى الأنواع الخمسة من الطيور المغردة من جنس Colluricincla. غالبًا ما يكون لونها بني أو رمادي، وهي مغردة بارعة، وتوصف بإنها «قوية، لطيفة، جميلة». السُمنة المغردة بشكل عام هي غير مؤذية، قوتها الرخويات وثمار التوت. تبني أعشاشها على هيئة أكواب في أشواك الأشجار.